# シンバシノミコ
『シンバシノミコ』は、光永康則による日本の漫画。

## 概要
『怪物王女』を手がける光永康則が、2008年より集英社のジャンプ系雑誌で連載を開始したゴシックホラー漫画。
『ビジネスジャンプ増刊・ビージャン魂』にて2008年12月1日号より連載を開始。その後、2009年2月1日号から『ビジネスジャンプ』に移籍。2010年の同誌休刊に際して、後継雑誌として新創刊された『グランドジャンプPREMIUM』に再度移籍し、連載を継続しているが、2012年5月発売の『GJP』第6号への掲載を最後に、事実上の長期休載状態にある（2013年4月現在）。

## あらすじ
集英商事の営業マン菰田貞夫は、入社後間もなく総務二課に異動させられることになった。異動先の先輩OL宮間一子と出会った菰田は、総務二課が魔物を退治する部署であることを知ることとなる。神職の一族に生まれ巫女としての力を持つ宮間とともに、菰田は東京都港区新橋の魔物を退治することになる。

## 登場人物
菰田 貞夫（こもだ さだお）
集英商事総務二課の新入社員。営業を担当する部署に配属されるが、わずか2週間で総務二課に異動となる。
童貞であり、Fランク大卒で集英商事に入社できたのはそのせい。運動不足で、少し走るとすぐ息切れする。神官の修行を積んだわけでもないのに神託が現れたりとそのポテンシャルは高いようである。
宮間 一子（みやま いちこ）
集英商事総務二課のOL。「新橋の巫女」。代々神職を輩出してきた一族に生まれたことから、魔物を退治する力を持つ。普段はOLとしての制服で総務二課の業務に従事しているが、魔物退治の際には巫女装束で出動する。通勤に2～3時間かかる山の頂上にある神社から集英商事に出勤している。盗撮をされたことがあり、その動画をインターネットの動画サイトに投稿されてしまった。
端田（はしだ）
集英商事総務二課の課長。魔物に取り憑かれて痴漢冤罪に巻き込まれ、示談で収めたものの閑職である総務二課の課長に飛ばされた。
バツイチで今は若い女性と交際している様子で、トモくんと呼ばれている。
勤務中に週刊誌を読んでいることもあり、菰田に注意されたことがある。
会長（かいちょう）
集英商事の会長。新橋を魔物の手から守ることに力を注いでおり、菰田の潜在能力を高く評価している。警察等にも顔が利くようであるが、いまだ謎多き人物である。
宮間 二葉（みやま ふたば）
一子の妹。「秋葉原の巫女」。メイドカフェでバイトをしている。
祥子（しょうこ）
日本橋を担当する巫女。普段は日本橋の商社に勤務している。菰田のことを「童貞くん」と呼んでいる。
腐加田 深也（ふかだ しんや）
ある事件の容疑者だったが不起訴になった人物。何らかの形で魔物とつながりがある模様。

## 書誌情報
- 光永康則（著）『シンバシノミコ』集英社〈ヤングジャンプ・コミックス〉、既刊3巻
  1. 2010年2月28日発行、ISBN 978-4-08-877816-7
  2. 2011年3月9日発行、ISBN 978-4-08-879108-1
  3. 2012年6月8日発行、ISBN 978-4-08-879325-2